# سونوكو سوزوكي
سونوكو سوزوكي (باليابانية: 鈴木 園子، بالروماجي: sonoko suzuki) أو سوكو سوزوكي(في الدبلجة العربية)، هي فتاة ذات 17 عامًا تعيش مع والدها، وهي تنحدر من عائلة سوزوكي الغنية. وهي طالبة في مدرسة تيتان العليا، وهي فتاة لطيفة وصديقة ران موري المقربة فتتواجد معها دائماً، وهي تكره سينشي شخصيتها متناقضة يغلب عليها الحمق والتسرع وكثرة الوقوع بالمشاكل. لها عدد من المساهمات في كشف بعض القضايا، فيستخدما كونان كبديل للمحقق كوغورو موري في حال غيابه. حاولت كثيراً للظفر بأحد الشباب ولكن كل محاولاتها باءت بالفشل ما عدا محاولة واحدة وقد تكللت بالنجاح وهي قصة حبها مع ماكوتو كيوغوكو. أيضاً هي معجبة بكايتو كيد بكثرة.

## شخصيتها

### قصص حب سونوكو
قامت سونوكو بمحاولات كثيرة للظفر بأحد الشباب ولكن كل محاولاتها باءت بالفشل ما عدا محاولة واحدة وقد تكللت بالنجاح وهي قصة حبها مع ماكوتو كيوغوكو وبدأت القصة في حلقة "صيف سونوكو الخطر 153 - 154"،  حيث أن ماكوتو كيوغوكو شاهد سونوكو للمرة الأولى تشجع أحد أصدقائها (ران بالتأكيد) في إحدى مباريات الكاراتيه ثم وبالصدفة شاهدها في إيزو وحدثت قصة حب أخرى بين سونوكو والمجرم في تلك القضية والذي قام ماكوتو كيوغوكو بالدفاع عن سونوكو منه وضربه ومن تلك الحلقة وسونوكو معجبة به وهو يبادلها الشعور نفسه. تحب الفتيان السمر كثيراً وصديقها الحالي يدعى ماكوتو كيوغوكو بطل في الكاراتيه ويدرس حالياً في أمريكا.

### سونوكو والتحري
أدخل كونان سونوكو عالم التحري وذلك بتخديرها وحل القضية بصوتها مما جعلها تعرف بنفس طريقة الاستنتاج التي يستعملها موري وبالطبع فإن موري وسونوكو كانا يتظاهران بأنهما هما من حلا القضية من دون أن يتذكرا أي شيء ولقبت سونوكو نفسها بملكة التحريات.

### الأهل
- جيروكيتشي سوزوكي (عمها)
- شيرو سوزوكي (والدها)
- توموكو سوزوكي (أمها)
- أياكو سوزوكي (أختها)

## الحلقات التي ظهرت بها سونوكو
- جريمة قتل في يوم الحب - 6
- جريمة قتل عروس شهر يونيو - 18
- القاتل الملثم بالضماد في المنزل الجبلي - 34 - p1
- القاتل الملثم بالضماد في المنزل الجبلي - 35 - p2
- جريمة قتل في الكاراوكي - 42
- جريمة قتل التوائم الثلاثة - 72
- كونان في مواجهة اللص الغامض كيد - 76
- جريمة قتل اقتحام المصرف - 79
- اختطاف المغنيين المشهورين - 81 - p1
- اختطاف المغنيين المشهورين - 82 - p2
- جريمة قتل في كوخ التزلج - 84 - p1
- جريمة قتل في كوخ التزلج - 85 - p2
- ذكريات الحب الأول - 101 - p1
- ذكريات الحب الأول - 102 - p2
- جريمة قتل الفرقة المتنقلة - 126 - p1
- جريمة قتل الفرقة المتنقلة - 127 - p2
- جريمة قتل في نادي السحرة - 132 - p1
- جريمة قتل في نادي السحرة - 133 - p2
- جريمة قتل في نادي السحرة - 134 - p3
- الملاحظة الفلكية المريبة - 143
- قضية اختفاء الرجل العجوز - 152
- قضية صيف سونوكو الخطر - 153 - p1
- قضية صيف سونوكو الخطر - 154 - p2
- بعث رسالة الاحتضار - 172 - p1
- بعث رسالة الاحتضار - 173 - p1
- الإحياء البائس - 190 - - p3
- الإحياء البائس - 191 - p4
- السلاح الخفي تحقيق ران الأول - 196
- سر ميغوري المخبوء - 217 - p1
- سر ميغوري المخبوء - 218 - p2
- فخ لعبة القتال - 226 - p1
- فخ لعبة القتال - 227 - p1
- فصل صناعة الفخار القاتل - 228 - p1
- فصل صناعة الفخار القاتل - 229 - p2
- الغموض المصطاد في الشبكة - 246 - p1
- الغموض المصطاد في الشبكة - 247 - p2
- قصة الحب الرابعة في مقر شرطة المدينة - 253 - p1
- قصة الحب الرابعة في مقر شرطة المدينة - 254 - p2
- حقيقة عيد الحب - 266 - p1
- حقيقة عيد الحب - 267 - p2
- حقيقة عيد الحب - 268 - p3
- مقاطع محذوفة خبئة بسرعة - 271 - p1
- مقاطع محذوفة خبئة بسرعة - 272 - p2
- حقيقة البيت المسكون - 274 - p1
- تحطم الحب والعزم - 294 - p1
- تحطم الحب والعزم - 295 - p2
- مقر شرطة المدينة المضطرب بـ 12 مليون رهينة - 304
- الكاري المريب - 321 - p1
- الكاري المريب - 322 - p2
- أربع سيارات بورش - 338 - p1
- أربع سيارات بورش - 339 - p2
- عروس هويز بوش - 342
- فخ في المستودع المناسب - 343 - p1
- فخ في المستودع المناسب - 344 - p2
- حفلة الهالوين - 345
- مأساة في مسابقة الصيد - 352 - p1
- مأساة في مسابقة الصيد - 353 - p1
- كايتو كيد يمشي في الهواء - 356
- أشباح مدرسة تيتان العليا - 361 - p1
- أشباح مدرسة تيتان العليا - 362 - p2
- منزل الحلوى مكان عيش الساحرة - 368
- شفرة بوابة الضريح المحيرة - 411 - p1
- شفرة بوابة الضريح المحيرة - 412 -p2
- ران ورسالة التعارف - 426
- الذين لن يلتقيا أبدا - 429 - p1
- اويتو آيا وموعد قبل أربع سنوات - 437
- سر القطة الروسية - 445
- نافذة الطراز الغربي المغلقة بإحكام - 446 - p1
- نافذة الطراز الغربي المغلقة بإحكام - 447 - p2
- الغامض من كونبيرا - 452
- منديل سونوكو الأحمر - 457 - p1
- منديل سونوكو الأحمر - 458 - p2
- ظل المنظمة السوداء . إضاءة غريبة - 463
- مغامرة شينتشي الصغير - 473 - p2
- اصطدام الأحمر والأسود - 491
- اصطدام الأحمر والأسود - 492
- النقطة المختفية من صندوق الكاراوكي - 507 - p1
- النقطة المختفية من صندوق الكاراوكي - 508 - p2
- كايتو كيد وسحر الانتقال الفوري - 515
- رحلة استرجاع ميجي الغامضة 518 - p1
- حقيقة شائعة المدينة - 530 - p1
- حقيقة شائعة المدينة - 531 - p2
- الخزنة المنيعة vs كايتو كيد - 537 - p1
- الخزنة المنيعة vs كايتو كيد - 538 -
- يومان مع المجرم ( اليوم الأول ) - 547
- يومان مع المجرم ( اليوم الثاني ) - 548
- حجة غياب الثوب الأسود ( الجزء الأول ) - 575
- حجة غياب الثوب الأسود ( الجزء الثاني ) - 576
- حب الكرز الذي تخطى الزمن - 585
- عهد الديك والقرد وتعويذة الحظ السعيد ( الجزء الأول ) - 592
- عهد الديك والقرد وتعويذة الحظ السعيد ( الجزء الثاني ) - 593
- رحلة العجائب السبع في هيروشيما ومياجيما ( جزء مياجيما ) - 594
- رحلة العجائب السبع في هيروشيما ومياجيما ( جزء هيروشيما ) - 595
- الشيطان الخفي في ملعب التنس - 602
- يوم الخيانة الأبيض ( الجزء الأول ) - 608
- يوم الخيانة الأبيض ( الجزء الثاني ) - 609
- غرفة العمليات الضاجة بالصراخ ( الجزء الأول ) - 625
- غرفة العمليات الضاجة بالصراخ ( الجزء الثاني ) - 626
- معركة كونان وكيد على كنز ريوما ( الجزء الأول ) - 627
- معركة كونان وكيد على كنز ريوما ( الجزء الثاني ) - 628
- قضية تصوير الفيديو الترويجي ( الجزء الأول ) - 629
- قضية تصوير الفيديو الترويجي ( الجزء الثاني ) - 630
- سلسلة قطار الغموض الاسحم ( المغادرة ) - 701
- سلسلة قطار الغموض الاسحم ( النفق ) - 702
- سلسلة قطار الغموض الاسحم ( التقاطع ) - 703
- سلسلة قطار الغموض الاسحم ( المحطة الأخيرة ) - 704
- اضطراب التذكرة المتميزة - 719
- كايتو كيد واحمرار وجه حورية البحر (الجزء الأول) - 724
- كايتو كيد واحمرار وجه حورية البحر (الجزء الثاني) - 725 p2

### الأوفا التي ظهرت بها سونوكو
- المتهمون الـ 16 - 2
- رسالة تحدي من البروفيسور آغاسا - 7
- قضية مفكرة طالبة المدرسة الثانوية سونوكو سوزوكي - 8
- الغريب بعد 10 سنوات - 9

### الأفلام التي ظهرت بها سونوكو
- العد التنازلي لناطحة السحاب المتفجرة - 1
- الأهداف الـ 14 - 2
- ساحر القرن الأخير - 3
- أسير في عينيها - 4
- العد التنازلي إلى الجنة - 5
- خيال شارع بيكر - 6
- تقاطع طرق العاصمة القديمة - 7
- ساحر السماء الفضية - 8
- تدابير بارعة فوق الأعماق الشاسعة - 9
- لحن وداع المتحرين - 10
- علم القراصنة في عرض المحيط - 11
- معزوفة كاملة من الرعب - 12
- المطارد الأسود - 13
- السفينة المفقودة في السماء- 14
- ربع ساعة من الصمت- 15
- المهاجم الحادي عشر - 16
- عين خفية في البحر - 17
- قناص من بعد آخر - 18
- تباعات الشمس الجهنمية - 19
- كابوس الظلام الحالك - 20
- لوبين الثالث ضد المحقق كونان (الفيلم)
- رسالة الحب القرمزية - ٢١
- جلاد زيرو - ٢٢
- القبضة اللازوردية - ٢٣
- الرصاصة القرمزية - ٢٤
- عروس شيبويا - ٢٥
- الغواصة الحديدية السوداء - ٢٦
- نجم المليون دولار - ٢٧

## الحلقات التي ظهر بها ماكوتو كيوغوكو
- قضية صيف سونوكو الخطر - 153 - P1
- قضية صيف سونوكو الخطر - 154 - P2
- حقيقة عيد الحب - 266 - P1
- حقيقة عيد الحب - 267 - P2
- حقيقة عيد الحب - 268 - P3
- منديل سونوكو الأحمر - 457 - P1
- منديل سونوكو الأحمر - 458 - P2
- جريمة قتل في اليوم الأبيض - 609 -p2
- المشتبَه به هو ماكوتو كيوكوكو - 744 - p1
- المشتبَه به هو ماكوتو كيوكوكو - 745 - p2
- كايتو كيد ضد ماكوتو كيوكوكو - 746 - p1
- كايتو كيد ضد ماكوتو كيوكوكو - 747 - p2